# ファビオ・クアリャレッラ
ファビオ・クアリャレッラ（Fabio Quagliarella, 1983年1月31日 - ）は、イタリア・カステッランマーレ・ディ・スタービア出身の元サッカー選手。元イタリア代表。現役時代のポジションはフォワード、ミッドフィールダー。
日本では、翻訳者によってクアリアレッラと表記されることもある。

## クラブ経歴
1999年、トリノFCにてデビュー。レンタル移籍で当時セリエC2を戦っていたACFフィオレンティーナでのプレー経験もある。2005年にトリノが破産するとその年にウディネーゼ・カルチョへ移籍し、昇格したアスコリに保有権の半分が売却されアスコリにてプレーする。
2006年7月15日、UCサンプドリアへ移籍。ワルテル・ノヴェッリーノ監督の下、フランチェスコ・フラーキを欠いて苦しむチームにおいてブレイクし13ゴールをマークして注目を集める。2007年6月21日にウディネーゼへ完全移籍で復帰。アントニオ・ディ・ナターレらと共に攻撃的なサッカーでゴールを量産。2009年6月1日に5年契約でSSCナポリへ移籍。13得点を挙げる活躍を見せたが、1年で退団した。
2010年8月27日、ユヴェントスFCへレンタル移籍。ユヴェントスはナポリにレンタル料として450万ユーロを支払い、さらにシーズン終了後に1050万ユーロを支払うことで完全移籍させることが出来る契約となった。開幕からレギュラーとして活躍し17試合で9ゴールと好調を維持するが、2011年1月6日のパルマFC戦で右膝前十字靭帯を損傷、残りのシーズンを棒に振り、好調だったチームもしだいに失速して7位に沈んだ。シーズン終了後の6月22日にユヴェントスに完全移籍。その後はアレッサンドロ・マトリやミルコ・ヴチニッチ、カルロス・テベス、フェルナンド・ジョレンテといったFWが加入し定位置を失ったものの、一定の出場機会を得た。
2014年7月18日、古巣のトリノFCへ完全移籍。移籍金は300万ユーロ。
2016年2月2日、退団したエデルの後釜として古巣UCサンプドリアへ買取義務付きのレンタルで復帰。2017年8月21日に行われた2017-18シーズン開幕戦のベネヴェント・カルチョ戦で2得点を挙げ好調のままシーズンをスタート。2018年1月21日のACFフィオレンティーナ戦においてハットトリックを達成し、最終的に当時35歳でキャリアハイとなる19得点を叩き出した。
2018年9月2日、ナポリ戦でバックヒールボレーでゴールを挙げ、このゴールは2019年のプスカシュ賞にノミネートされた。2019年1月26日、セリエAのウディネーゼ戦で2ゴールを決め、セリエA11試合連続得点を達成し、1994-95シーズンにガブリエル・バティストゥータが打ち立てたセリエA連続試合得点記録に並んだ。3月10日、アタランタBC戦でシーズン20得点目を記録し、2014-15シーズンのルカ・トーニ以来史上2人目となる36歳以上でセリエAでのシーズン20得点を記録した選手となった。その後も好調を維持し最終的に26ゴールを決め、36歳ながらセリエAの得点王に輝いた。
2019年12月7日、2021年まで契約を延長した。2020-21シーズン、リーグ最終節のパルマ戦でリーグ戦500試合出場を達成、この試合で1ゴールを挙げるなど、シーズン中はリーグ戦33試合で13ゴールを決めた。2021年6月1日、クラブとの契約を2022年まで延長した。
2022年7月4日、クラブとの契約を2023年まで延長した。2023年3月5日、サレルニターナ戦で史上5人目となるセリエA550試合出場を果たした。7月7日、サンプドリアを退団することが発表された。

## 代表経歴
イタリア代表では、2007年6月7日に対リトアニア戦で2ゴールを決め快勝したことから、この年の移籍市場では話題を呼んだ。EURO2008のイタリア代表メンバーに招集された。
2010 FIFAワールドカップのメンバーにも選出され、グループリーグ最終節・スロバキア戦では後半1分から交代で出場し、アディショナルタイムに見事なループシュートでゴールを決めたが、チームは2-3で敗れてグループリーグ敗退となりW杯連覇は成らなかった。
その後2015年を最後に代表には招集されていなかったが、サンプドリアでの活躍により2019年3月のUEFA EURO 2020予選の2試合のメンバーに選出された。23日のフィンランド戦には後半35分から途中出場し、2010年11月以来3048日ぶりの出場を果たすと、続く26日のリヒテンシュタイン戦では先発に名を連ね、PKにより2得点を決めた。この36歳54日でのゴールは、2008年6月にクリスティアン・パヌッチが記録したイタリア代表の最年長得点記録を約11年ぶりに塗り替えるものとなった。

## 人物
クラブでは一貫して27番を着用していたが、これは2001年2月に交通事故で亡くなったユース時代のチームメイトのニッコロ・ガッリの番号である。
2022年4月23日に行われたエラス・ヴェローナFC戦の試合終了後にチームメイトの吉田麻也と口論となり、吉田はクアリアレッラを突き飛ばすような振る舞いを見せ、チームの選手達がサポーターの元へ挨拶に向かう中、吉田は一人だけ先にロッカールームに向かっていった。翌日クアリアレッラは自身のSNS上で吉田とは和解したと報告した。吉田はシーズン終了後にDAZNにて配信されている内田篤人の番組にてこの出来事を振り返り、海外でプレーする上で自己主張が大事であり、自分の振る舞いや行動をアンダー世代の子供達に学んでほしいといった趣旨の意見を述べたが、吉田はヴェローナ戦だけでなくユベントス戦でのオウンゴールやボローニャ戦での低調なパフォーマンスで、サンプドリア専門サイトから痛烈に批判を受けていた。

## 代表歴

### 出場大会
- イタリア代表
  - 2010 FIFAワールドカップ

### 試合数
- 国際Aマッチ 28試合 8得点（2007年-2019年）[27]

| イタリア代表 | 国際Aマッチ | 国際Aマッチ |
| 年           | 出場        | 得点        |
| ------------ | ----------- | ----------- |
| 2007         | 7           | 2           |
| 2008         | 3           | 1           |
| 2009         | 7           | 0           |
| 2010         | 8           | 3           |
| 2011         | 0           | 0           |
| 2012         | 0           | 0           |
| 2013         | 0           | 0           |
| 2014         | 0           | 0           |
| 2015         | 0           | 0           |
| 2016         | 0           | 0           |
| 2017         | 0           | 0           |
| 2018         | 0           | 0           |
| 2019         | 3           | 2           |
| 通算         | 28          | 8           |

## タイトル

### クラブ
ユヴェントス
- セリエA : 2011-12, 2012-13, 2013-14
- スーペルコッパ・イタリアーナ : 2012, 2013

### 個人
- AIMオスカー・サッカー賞 : 2009
- セリエA最優秀FW賞 : 2018-19
- セリエA得点王 : 2018-19